# توماس مور (سياسي أسترالي)
توماس مور (بالإنجليزية: Thomas Moore)‏ هو نقابي وسياسي أسترالي، ولد في 14 فبراير 1881 في أستراليا، وتوفي في 13 يناير 1961 في أستراليا. حزبياً، نشط في حزب العمال الأسترالي ‏. وقد انتخب عضو الجمعية التشريعية لأستراليا الغربية.